# Championnat d'Ukraine de football 2023-2024
Navigation
2022-2023 2024-2025
La saison 2023-2024 de Premier-Liha est la trente-troisième édition de la première division ukrainienne.
Les seize équipes participantes sont regroupées au sein d'une poule unique où elles s'affrontent à deux reprises, à domicile et à l'extérieur.
Cinq billets sont décernés pour les compétitions européennes que sont la Ligue des champions 2024-2025, la Ligue Europa 2024-2025 et la Ligue Conférence 2024-2025 : les deux premiers du classement final se qualifient pour la Ligue des champions, alors que le vainqueur de la Coupe d'Ukraine prend part à la Ligue Europa. Enfin, les troisième et quatrième positions sont qualificatives pour la Ligue Conférence. Si le vainqueur de la Coupe est déjà qualifié pour une compétition européenne d'une autre manière, sa place qualificative est réattribuée au championnat, la cinquième position devenant ainsi qualificative. En ce qui concerne les relégations, les deux derniers au classement sont directement relégués en deuxième division en fin de saison tandis que les deux derniers non-relégués disputent les barrages de relégation contre le troisième et le quatrième de la deuxième division.

## Règlement
Le classement est calculé selon le barème de points classique, une victoire valant trois points, un match nul un seul et une défaite aucun.
En cas d'égalité de points, les critères suivants sont appliqués :
1. Résultats en confrontations directes (nombre de points, différence de buts, nombre de buts marqués) ;
2. Différence de buts générale ;
3. Nombre de buts marqués ;
4. Tirage au sort ou match d'appui si le titre est en jeu.

## Compétition

### Classement
| Rang | Équipe                | Pts | J  | G  | N  | P  | Bp | Bc | Diff |
| ---- | --------------------- | --- | -- | -- | -- | -- | -- | -- | ---- |
| 1    | Chakhtar Donetsk T C  | 71  | 30 | 22 | 5  | 3  | 63 | 24 | +39  |
| 2    | Dynamo Kiev           | 69  | 30 | 22 | 3  | 5  | 72 | 28 | +44  |
| 3    | Kryvbass Kryvy Rih    | 57  | 30 | 17 | 6  | 7  | 51 | 30 | +21  |
| 4    | SK Dnipro-1           | 52  | 30 | 14 | 10 | 6  | 40 | 27 | +13  |
| 5    | Polissia Jytomyr P    | 50  | 30 | 14 | 8  | 8  | 39 | 30 | +9   |
| 6    | Rukh Lviv             | 49  | 30 | 12 | 13 | 5  | 44 | 31 | +13  |
| 7    | LNZ Cherkasy P        | 41  | 30 | 11 | 8  | 11 | 31 | 34 | -3   |
| 8    | FK Oleksandria        | 34  | 30 | 8  | 10 | 12 | 30 | 38 | -8   |
| 9    | Vorskla Poltava       | 33  | 30 | 9  | 6  | 15 | 30 | 46 | -16  |
| 10   | Zorya Louhansk        | 32  | 30 | 7  | 11 | 12 | 29 | 37 | -8   |
| 11   | Kolos Kovalivka       | 32  | 30 | 7  | 11 | 12 | 22 | 31 | -9   |
| 12   | Tchornomorets Odessa  | 32  | 30 | 10 | 2  | 18 | 38 | 47 | -9   |
| 13   | Veres Rivne           | 28  | 30 | 6  | 10 | 14 | 31 | 46 | -15  |
| 14   | FK Obolon Kiev P      | 26  | 30 | 5  | 11 | 14 | 18 | 41 | -23  |
| 15   | FK Mynaï              | 25  | 30 | 5  | 10 | 15 | 27 | 50 | -23  |
| 16   | Metalist 1925 Kharkiv | 23  | 30 | 5  | 8  | 17 | 32 | 57 | -25  |

Qualifications européennes
Ligue des champions 2024-2025
- 1er : phase de groupes
- 2e : deuxième tour de qualification

Ligue Europa 2024-2025
- 3e : troisième tour de qualification

Ligue Conférence 2024-2025
- 4e et 5e : deuxième tour de qualification

Relégation en deuxième division
- 13e et 14e : barrages de relégation
- 15e et 16e : relégation

Abréviations
- Chakhtar Donetsk est qualifié pour la phase de groupe de la Ligue des champions 2024-2025 comme le vainqueur de l'édition 23-24, le Real Madrid, prend la place du tenant du titre et libère une place pour le champion d'Ukraine.

- Kryvbass Kryvy Rih est qualifié pour la Ligue Europa 2024-2025 comme le vainqueur de la coupe d'Ukraine, Chakhtar Donetsk[1], est déjà qualifié pour la ligue des champions.

- Le SK Dnipro-1 qualifié pour la Ligue Conférence 2024-2025, déclare forfait en début de saison 2024-2025 ses résultats dans la compétition seront validés 3 à 0 pour son adversaire, le club hongrois Puskás Akadémia FC. Dnipro-1 se met en faillite et ne disputera pas le championnat 2024-2025[2].

- Du fait de la dissolution du SK Dnipro-1, la fédération organise un tournoi entre les deux clubs en position de relégable, FK Mynaï et Metalist 1925 Kharkiv, et les deux clubs de deuxième division qui ont participé aux barrages de relégation.

### Barrages de relégation
Les barrages de relégation se déroulent les 22 mai et 2 juin 2024.
| Équipe                                | Aller | Total | Retour | Équipe                   |
| ------------------------------------- | ----- | ----- | ------ | ------------------------ |
| FC Epitsentr Kamianets-Podilskyi (D2) | 1 - 1 | 2 - 4 | 1 - 3  | Veres Rivne (D1)         |
| FK Obolon Kiev (D1)                   | 1 - 0 | 2 - 1 | 1 - 1  | FC Livyi Bereh Kyiv (D2) |

Légende des couleurs
- Le club se maintient en première division.
- Promotion en première division.
- Le club reste en deuxième division.
- Relégation en deuxième division.

Du fait de la dissolution du SK Dnipro-1, la fédération organise un tournoi du 26 juillet au 30 juillet 2024 pour remplacer le club, les deux clubs en position de relégation, FK Mynaï et Metalist 1925 Kharkiv rencontrent les deux clubs de deuxième division qui ont participé aux barrages de relégation, FC Epitsentr Kamianets-Podilskyi et FC Livyi Bereh Kyiv.
Livyi Bereh Kyiv remporte son match contre Metalist 1925 Kharkiv aux tirs au but (5 à 4) et rencontre en finale le FK Mynaï également vainqueur aux tirs au but (5 à 3) contre FC Epitsentr.
Lors de la finale FC Livyi Bereh Kyiv gagne 3 à 0 contre le FK Mynaï, le club de deuxième division est promu en première division. 

## Parcours en Coupes d'Europe
| Club             | Compétition                                        | Résultat                                   | Ultime(s) adversaire(s) | Ultime(s) adversaire(s) | Ultime(s) adversaire(s) |
| ---------------- | -------------------------------------------------- | ------------------------------------------ | ----------------------- | ----------------------- | ----------------------- |
| Chakhtar Donetsk | Ligue des champions (renversé en Ligue Europa)     | Phase de groupes                           | FC Barcelone            | FC Porto                | Royal Antwerp           |
| Chakhtar Donetsk | Ligue Europa                                       | Barrages de la phase à élimination directe | Olympique de Marseille  | Olympique de Marseille  | Olympique de Marseille  |
| SK Dnipro-1      | Ligue des champions (renversé en Ligue Europa)     | Deuxième tour de qualification             | Panathinaïkos           | Panathinaïkos           | Panathinaïkos           |
| SK Dnipro-1      | Ligue Europa (renversé en Ligue Europa Conférence) | Troisième tour de qualification            | Slavia Prague           | Slavia Prague           | Slavia Prague           |
| SK Dnipro-1      | Ligue Europa Conférence                            | Barrages                                   | Spartak Trnava          | Spartak Trnava          | Spartak Trnava          |
| Zorya Louhansk   | Ligue Europa (renversé en Ligue Europa Conférence) | Barrages                                   | Slavia Prague           | Slavia Prague           | Slavia Prague           |
| Zorya Louhansk   | Ligue Europa Conférence                            | Phase de groupes                           | Maccabi Tel-Aviv        | KAA La Gantoise         | Breiðablik Kópavogur    |
| Dynamo Kiev      | Ligue Europa Conférence                            | Barrages                                   | Beşiktaş JK             | Beşiktaş JK             | Beşiktaş JK             |
| Vorskla Poltava  | Ligue Europa Conférence                            | Deuxième tour de qualification             | Dila Gori               | Dila Gori               | Dila Gori               |

## Bilan de la saison
| Championnat d'Ukraine de football 2023-2024 |                              |
| Champion                                    | Chakhtar Donetsk (15e titre) |
| Dauphin                                     | Dynamo Kiev                  |
| Coupes et trophées                          |                              |
| Vainqueur de la Coupe d'Ukraine 2023-2024   | Chakhtar Donetsk             |
| Qualifications continentales                |                              |
| Ligue des champions 2024-2025               | Chakhtar Donetsk             |
| Ligue des champions 2024-2025               | Dynamo Kiev                  |
| Ligue Europa 2024-2025                      | Kryvbass Kryvy Rih           |
| Ligue Conférence 2024-2025                  | Polissia Jytomyr             |
| Ligue Conférence 2024-2025                  | SK Dnipro-1 forfait          |
| Promotions et relégations                   |                              |
| Promus en Premier Liha                      | Inhoulets Petrove            |
| Promus en Premier Liha                      | Karpaty Lviv                 |
| Promus en Premier Liha                      | FC Livyi Bereh Kyiv          |
| Relégués en Percha Liha                     | FK Mynaï                     |
| Relégués en Percha Liha                     | Metalist 1925 Kharkiv        |
| Relégués en Percha Liha                     | SK Dnipro-1 forfait          |